# 志村貴子
志村貴子（1973年10月23日—）是日本女性漫畫家、同人作家，出身於神奈川縣，現居住在東京都。

## 簡介
作品以青年漫畫、BL、百合、LGBT題材為主。作品《青花》和《放浪男孩》分别於2009年及2011年被改編成電視動畫。早年以加藤雅一（加藤マサイチ）、東京堂Eru Eru（東京堂えるえる）等名義活動，但當初的作品均未被單行本收錄。1997年後以志村貴子名義相繼推出《我是女生》（尖端出版社譯名）、《叛逆思春期》（長鴻譯名）等一系列漫畫作品。 
2009年和其他四位漫畫家青木俊直、石出電、岩岡壽枝、谷川史子結成同人團體。
2015年作品《淡島百景》獲得第19屆日本新媒體動漫藝術節漫畫部門優秀賞。

## 作品列表
★為連載作品。
- ★叛逆思春期（日语：敷居の住人）（『Comic Beam』Enterbrain・1997年12月號－2002年7月號），單行本全7卷。
- 生活維持省（『ミステリーボニータ（日语：ミステリーボニータ）』秋田書店・2003年4月號。原作：星新一）
亦擔任漫畫單行本《コミック☆星新一 午後の恐竜（日语：コミック☆星新一#午後の恐竜）》封面繪製。
- NEVER MIND（『月刊少年Ace 1998年1月號增刊 Ace Dash』角川書店・Vol.2）
- 我是女生（ぼくは、おんなのこ，『Comic Beam』Enterbrain・1997年2月號），單行本全1卷。
同名及下列短篇收錄在《我是女生》中：
  - 到樂園去（楽園に行こう，『Manga Time Family 2000年4月号増刊 Manga Time Natural』竹書房）
  - 少年的女兒（少年の娘，『Manga Time Special 2001年4月号増刊 Manga Time Dash!』竹書房）
  - 以朝實為題 輝男篇（アケミのテーマ テルオ編，『Manga Life Original』竹書房・2001年9月號）
  - 以朝實為題 佳男篇（アケミのテーマ ヨシオ編）
  - 以朝實為題 晴男篇（アケミのテーマ ハルオ編）
  - 花（『Manga Time Special 2001年11月号増刊 Manga Time Dash!』竹書房）
  - sweet16
- ★LOVE BUZZF（日语：ラヴ・バズ）（『Young King別冊KINGDOM（日语：ヤングキング別冊キングダム）』少年畫報社・2002年11號－2004年10號、『YOUNG KING OURs』2005年1月號－9月號），單行本全3卷。
- ★放浪男孩（『Comic Beam』Enterbrain[5]・2002年12月號－2013年8月號），單行本全15卷。
- ★青之花（2006年 - 2013年、『Manga Erotics F』太田出版・Vol.30 2004年－Vol.82 2013年），單行本全8卷。
- ★顺其自然的日子（『Manga Erotics F』太田出版・Vol.15 2002年－Vol.26 2004年），單行本全2卷。
下列短篇收錄在《Happy Go Lucky Day》第一卷中：
  - 無毛信仰（『Manga Erotics F』太田出版・Vol.14号 2002年）
  - ハッピーなエンド（『麗人』竹書房 2001年11月号）
  - 先生のくせに（『麗人』竹書房 2002年11月号）
- ★可愛的惡魔（日语：かわいい悪魔）（『YOUNG KING OURs增刊OURs PLUS』少年畫報社・2006年6月號－2007年1月號），單行本全1卷。
連載至第四話後中斷，第五話及下列短篇收錄在《志村貴子作品集 可愛的惡魔》中：
  - 我的暑假（あたいの夏休み，『Comic High!』雙葉社・15号 2006年）
  - 漂亮女孩（すてきなあのこ，『コミックブレイドZEBEL（日语：コミックブレイド増刊 ZEBEL）』マッグガーデン・1号 2004年）
  - 中學生（中学生，『季刊GELATIN（日语：季刊GELATIN）』WANIMAGAZINE社（日语：ワニマガジン社）・2009年）
  - 某一天（とあるひ，『ease』宙出版（日语：宙出版）・vol.1 2004年）
  - 變身（変身，『ease』宙出版（日语：宙出版）・vol.2 2005年）
  - 不肖子（不肖の息子，『Jump Square』集英社・2009年8月号）
- ★Route 225～迷失世界～（日语：ルート225）（『月刊少年天狼星』講談社・2007年3月號－2008年3月號。原作：藤野千夜），單行本全1卷。
- 猫びより（『MELODY（日语：MELODY (雑誌)）』白泉社・2008年4月號）
- 鄰居（隣人，『シンカン』朝日新聞出版・Vol.2 2010年）
- ★淡島百景（淡島百景，『WEB Magazine Pokopoko（日语：ぽこぽこ）』、『Ohta Web Comic（日语：Ohta Web Comic）』太田出版・2011年6月 - 連載中），單行本共3卷。
- ★女兒的出走（娘の家出，『JUMP改特別編集Girls Jump 2012』集英社・短篇刊載，『JUMP改』2012年11月號－2013年1月號集中連載、2014年4月號－2014年11月號雜誌停刊移籍，『Miracle Jump』2015年1月號－2017年3月號），單行本全6卷。
- ★任性的千惠（わがままちえちゃん，『Comic Beam』KADOKAWA/Enterbrain・2014年4月號－2015年3月號），單行本全1卷。
- ★倔戀（こいいじ，『ＫＩＳＳ（日语：Kiss (雑誌)）』講談社・2014年10月号－2019年1月号），單行本全10卷。
- 起床後的第一件事（起きて最初にすることは，2015年、リブレ出版），單行本全1卷。
- ★再見了，小男孩（さよなら、おとこのこ，『MAGAZINE BE×BOY（日语：MAGAZINE BE×BOY）』リブレ出版（日语：リブレ出版）・2016年6月号－連載中）
- Beautiful Monday（ビューティフル・マンデー，『FEEL YOUNG』祥伝社（日语：祥伝社）・2016年7月號）
- Beautiful Tuesday（ビューティフル・チューズデー，『FEEL YOUNG』祥伝社（日语：祥伝社）・2016年12月號）
- Beautiful Wednesday（ビューティフル・ウェンズデー，『FEEL YOUNG』祥伝社（日语：祥伝社）・2017年5月號）
- ★即使成為大人（おとなになっても，『ＫＩＳＳ（日语：Kiss (雑誌)）』講談社・2019年5月號－連載中），單行本共2卷。

### 其它
- 電視動畫 ALDNOAH.ZERO（2014年）角色原案
- 電視動畫 野球少年（2016年）角色原案
- 電視動畫 Overtake!（2023年）角色原案

## 外部連結
- （日語）青息吐息 本人的部落格
- （日語）http://maj7th.web.fc2.com/hashiranger/ （页面存档备份，存于）
- 志村貴子【告知用】的X（前Twitter）
- 志村貴子(雑談用)的X（前Twitter）